# Eleições na França
A República Francesa é uma democracia representativa. Os cargos políticos legislativos e executivos são eleitos (direta e indiretamente) pelo povo francês, bem como através de seus representantes. Os franceses também votam os referendos acerca de um tema específico, especialmente os que sugerem emendas à Constituição.
A França elege, em esfera nacional, o chefe de Estado - o Presidente da República - e a legislatura - o Parlamento da França.
O Presidente é eleito por voto direto para um mandato de cinco anos e não poderá servir mais de dois mandatos consecutivos. Para ser oficializado como candidato à Presidência, o cidadão deve obter a assinatura dos oficiais eleitos representantes do povo. Nas eleições, caso nenhum candidato obtenha a maioria dos votos válidos, um segundo turno deve ser organizado.
O Parlamento francês possui duas câmaras: a Assembleia Nacional e o Senado. A Assembleia possui 577 membros, eleitos para um mandato de cinco anos através de círculos eleitorais. Por sua vez, o Senado possui 348 membros, dos quais 328 exercem mandato de seis anos e são eleitos pelo colégio eleitoral e 12 são eleitos pelos cidadãos franceses residentes no exterior.

## Sistema eleitoral
Em todos os processos eleitorais em que há somente um cargo em disputa, é usado o sistema eleitoral a duas voltas. Isso decorre nas principais eleições do país, nomeadamente as eleições presidenciais e as legislativas.
Para as eleições ao Parlamento Europeu e as eleições locais é válido o sistema de voto proporcional.

## Perfil dos eleitores

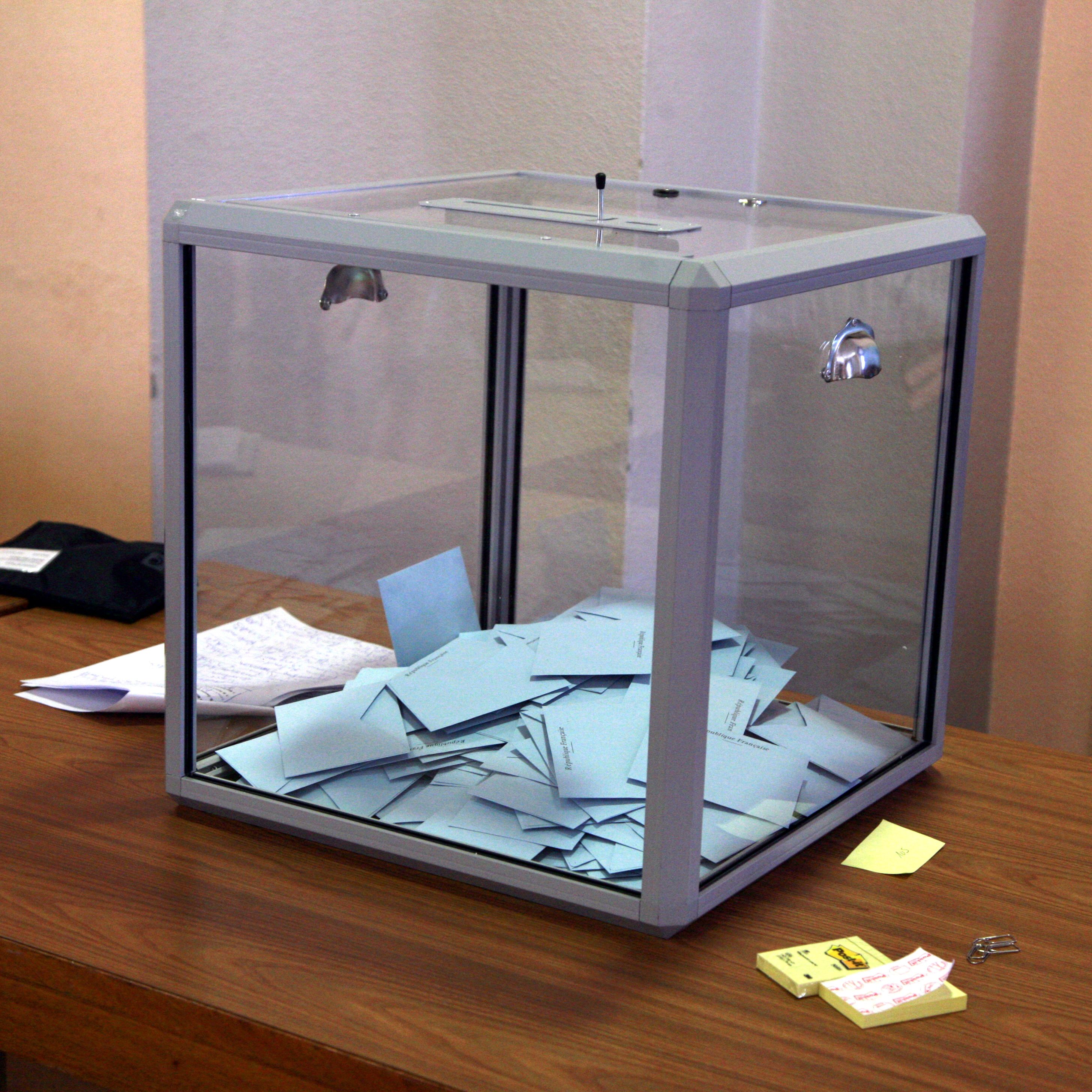
Uma urna eleitoral francesa nas Eleições presidenciais de 2007.

Com exceção das eleições para o Senado, que ocorrem pelo colégio eleitoral, os eleitores são cidadãos franceses acima de 18 anos de idade registrados no censo eleitoral. Para as eleições a nível municipal e do Parlamento Europeu, os cidadãos de outros países-membros da União Europeia acima de 18 anos de idade podem optar por votar em território francês.
Na França, o registro como eleitor não é obrigatório aos cidadãos, porém, a ausência de registro impede o exercício pleno do voto. Atualmente, todos os cidadãos são registrados como eleitores automaticamente ao atingir os 18 anos de idade.
Os cidadãos podem registrar-se no local de sua residência ou no local em que estão residindo por pelo menos cinco anos. Contudo, não é permitido ao cidadão estar registrado em dois locais distintos. Os cidadãos residentes no exterior podem obter seu registro no consulado responsável pela região em questão.

## Referendos
A Constituição Francesa define em seu Artigo Nº3 que "a soberania nacional pertence ao povo, que o exerce pelos seus representantes e através do referendo". Além disso, descreve duas formas legais de estabelecer um referendo:
- O Presidente da República por, por recomendação do Governo ou do Parlamento, submeter propostas de governo ao referendo;

- Um referendo pode ser organizado pela iniciativa de 1/5 (um quinto) dos membros do Parlamento, com apoio de 1/10 (um décimo) dos eleitores registrados.

A Constituição explicita ainda que o referendo pode ser convocado somente em projeto de lei "que lida com a organização de autoridades públicas, ou com reformas relacionadas às políticas econômica e social da Nação."
Desde a instauração da Quinta República, o governo já convocou nove referendos, sendo:
- 2 sobre Argel (1961, 1962);
- 2 sobre emendas constitucionais (1969, 2000);
- 2 sobre tratados da União Europeia (1992, 2005);
- 1 sobre reforma das eleições presidenciais (1962);
- 1 sobre o Alargamento da União Europeia (1972);
- 1 sobre a Nova Caledônia (1988).